# Бамбали
Бамбали е град в регион Седиу, Сенегал, разположен на около 15 км югоизточно от Седиу, на брега на река Казаманс. През 2018 г. населението на град Бамбали е 20 454 души.

## Известни личности
Бамбали е родният град на сенегалския футболист, носител на приза за най-добър футболист от Африка – Садио Мане.